# Fahad al-Muwallad
Fahad Mosaed Al-Muwallad , né le 14 septembre 1994 à Djeddah, d'un père sénégalais et d'une mère saoudienne est un footballeur international saoudien, évoluant au poste d'attaquant à Al-Shabab FC.

## Biographie

### En club
Al-Muwallad commence sa carrière professionnelle à l'Ittihad FC et fais ses débuts à l'âge de seize ans seulement. 
Avec son équipe d'Al-Ittihad, il remporte la Coupe du Roi des champions d'Arabie saoudite de football 2013. 

### En équipe nationale
Il participe à la Coupe du monde des moins de 20 ans 2011 et inscrit un but face à la Croatie.
En 2013, il joue son premier match en équipe nationale, le 6 janvier 2013, contre l'Irak, en match amical. Trois jours plus tard, face au Yémen, il marque son premier but en équipe d'Arabie saoudite.
Le 11 novembre 2022, il est sélectionné par Hervé Renard pour participer à la Coupe du monde 2022.

## Palmarès
- Vainqueur de la Coupe du Roi des champions d'Arabie saoudite de football en 2013 avec l'Ittihad FC